# Fritz Ludwig Kohlrausch
Fritz Ludwig Kohlrausch (* 16. Juli 1879 in Hannover; † Oktober 1914 bei La Bassée) war ein deutscher Radiologe und Hochschullehrer an der Bergakademie Freiberg.

## Leben
Fritz Kohlrausch war der Sohn des Justizrates Kohlrausch in Hannover. Nach dem Besuch des Gymnasiums in Hannover studierte er in Göttingen und Rostock Naturwissenschaften. Während seines Studiums in Göttingen wurde er 1900 Mitglied der Burschenschaft Brunsviga. 1904 wurde er in Rostock zum Dr. phil. promoviert. Im Wintersemester 1904/05 schrieb er sich nochmals für ein Studium der Rechte in Rostock ein.
Ab 1907 war Kohlrausch Dozent für mathematische Physik am Kaiserlichen Telegraphen-Versuchsamt in Berlin. 1908 wurde er Direktor der Schweizerischen Radiogen-Gesellschaft und 1910 Direktor der Radium-A.G. in Amsterdam.
Ab 1913 war Kohlrausch außerordentlicher Professor und gleichzeitig Leiter des Instituts für Radiumkunde an der Bergakademie Freiberg.
Fritz Kohlrausch nahm als Pionieroffizier am Ersten Weltkrieg teil und fiel im Oktober 1914 bei La Bassée in Frankreich.

## Schriften
- Untersuchungen über innere Wärmeleitung und elektrisches Leitvermögen von Flüssigkeiten. Phil. Diss., Rostock 1904
- Einführung in die Differential- und Integralrechnung nebst Differentialgleichungen; mit 200 Aufgaben. Berlin 1907